# Любятув (Злоторийський повіт)
Любятув (пол. Lubiatów, нім. Lobendau) — село в Польщі, у гміні Злотория Злоторийського повіту Нижньосілезького воєводства.
Населення — 810 осіб (2011).
У 1975-1998 роках село належало до Легницького воєводства.

## Демографія
Демографічна структура станом на 31 березня 2011 року:
|          | Загалом | Допрацездатний вік | Працездатний вік | Постпрацездатний вік |
| -------- | ------- | ------------------ | ---------------- | -------------------- |
| Чоловіки | 400     | 87                 | 284              | 29                   |
| Жінки    | 410     | 96                 | 236              | 78                   |
| Разом    | 810     | 183                | 520              | 107                  |